# ذراع الحمير

تعديل مصدري - تعديل

ذراع الحمير هي إحدى قرى عزلة سرار بمديرية سرار التابعة لمحافظة أبين، بلغ تعداد سكانها 59 نسمة حسب تعداد اليمن لعام 2004.